# خدیجه (حومه شرقی)
خدیجه یک منطقهٔ مسکونی در ایران است که در دهستان حومه شرقی واقع شده‌است. براساس سرشماری مرکز آمار ایران در سال ۱۳۹۵، خدیجه ۱۱۰ نفر جمعیت دارد.